# 1. Hannoversches Infanterie-Regiment Nr. 74

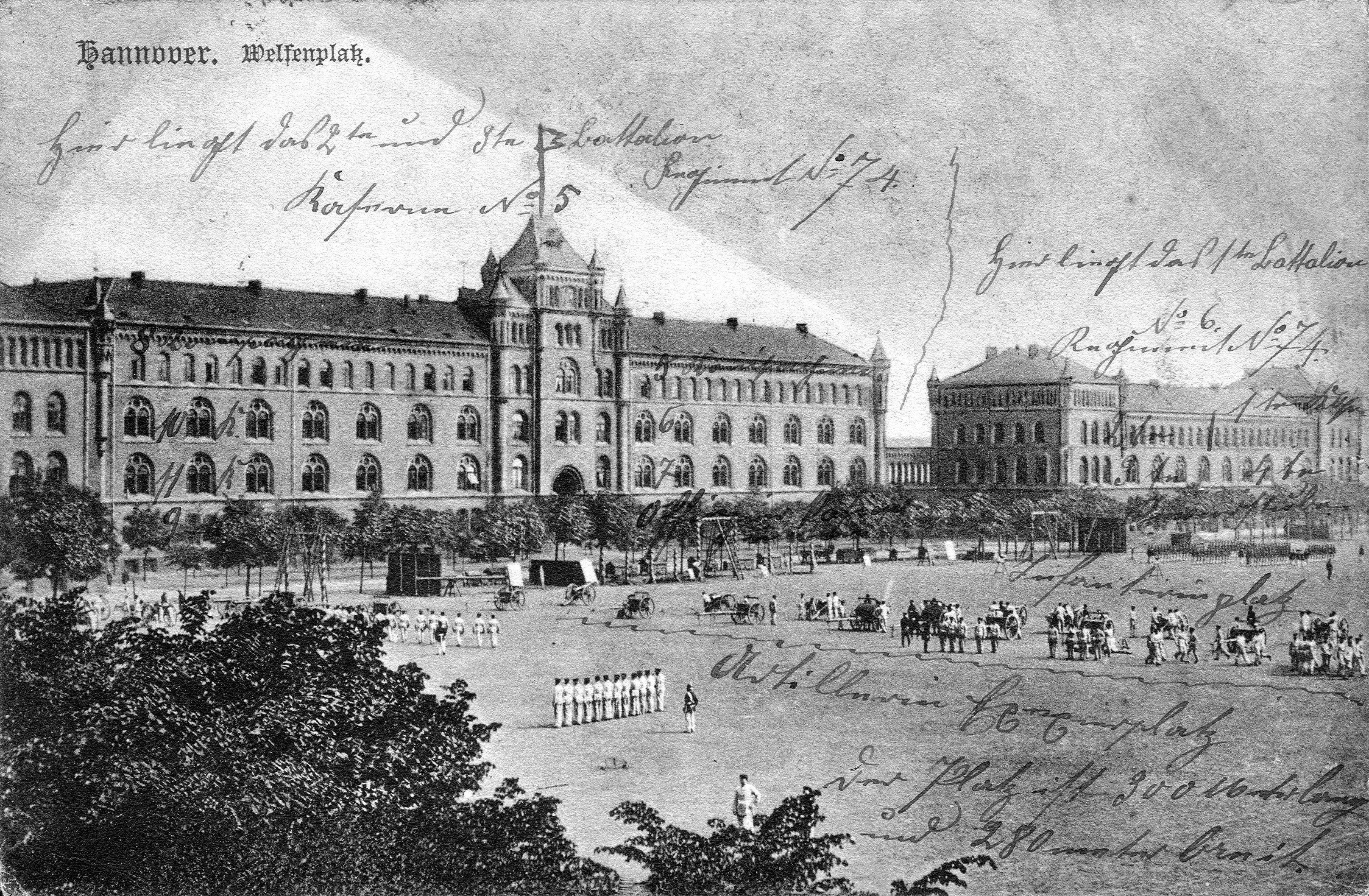
Soldaten des 1. Hannoverschen Infanterie-Regiments Nr. 74 exerzieren um 1898 auf dem Welfenplatz in Hannover

Das 1. Hannoversche Infanterie-Regiment Nr. 74 war ein Infanterieverband der Preußischen Armee.

## Geschichte

### Aufstellung und Traditionslinien

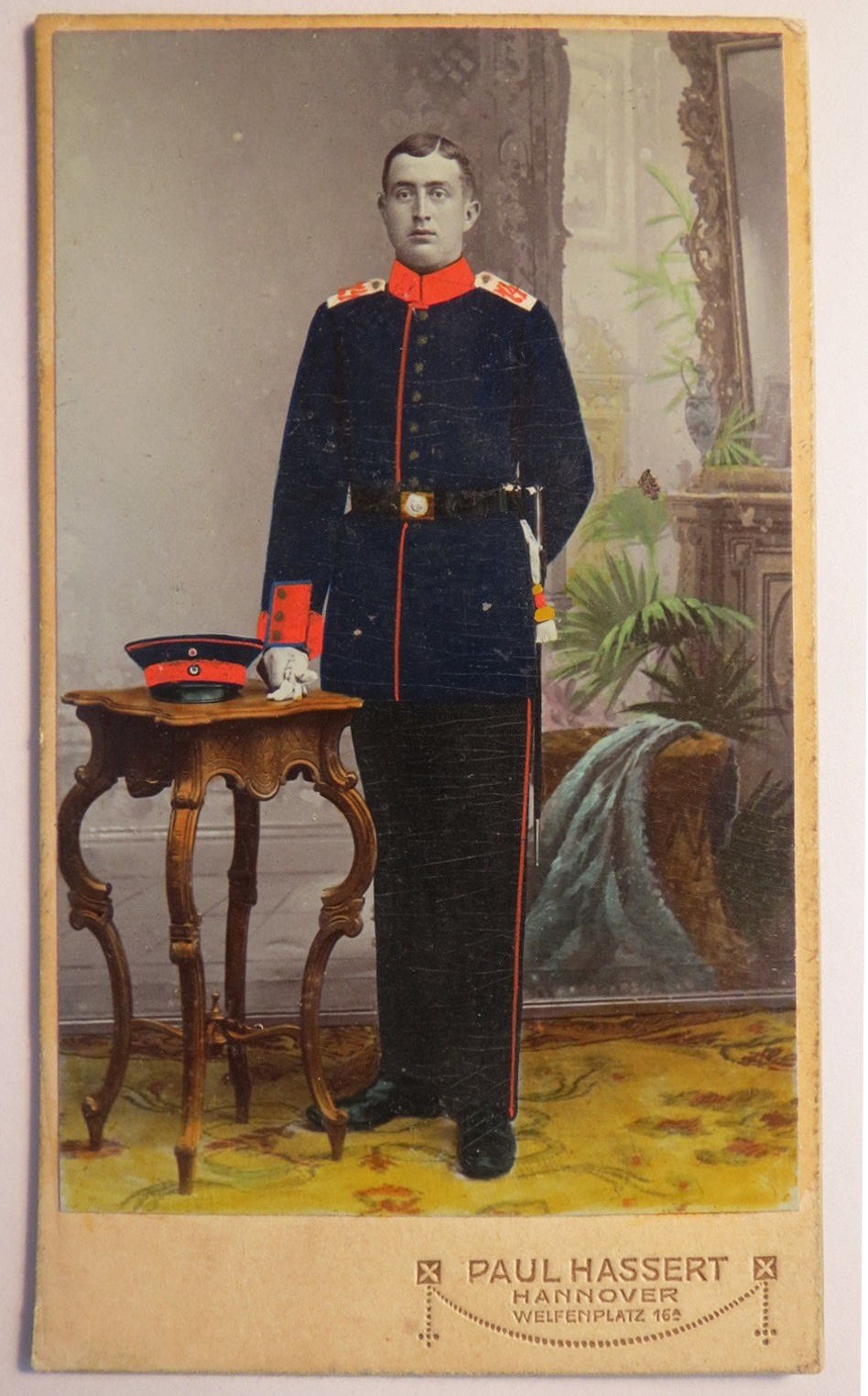
Soldat in Regimentsuniform;
Atelieraufnahme Paul Hassert, Welfenplatz 16a;
kolorierte Aufnahme im Carte-de-Visite-Format

Das Regiment wurde nach Beendigung des Deutschen Krieges und der Annexion des Königreichs Hannover durch Preußen am 26. September zum 30. Oktober 1866 aus der 2., 14. und 15. Kompanie des 3. Ostpreußischen Grenadier-Regiments Nr. 4 und den 13., 14. und 15. Kompanien der Regimenter Nr. 5, Nr. 44 und Nr. 45 errichtet. Es formierte sich in Danzig zu drei Bataillonen und erhielt Köln als erste Garnison zugewiesen.
Mit Verfügung des Kriegsministeriums vom 21. November 1866 wurden die im selben Jahr einberufenen Rekruten der ehemaligen königlich-hannoverschen Armee, die nach der Kapitulation von Langensalza am 29. Juni 1866 entlassen worden waren, wieder einberufen. Das Regiment erhielt die Rekruten des ehemaligen 3. Hannoverschen Infanterie-Regiments zugeteilt.
Als Stiftungstag wurde durch Allerhöchste Kabinettsorder (A.K.O.) vom 24. Januar 1899 der 27. November 1813 festgelegt. Die Truppenaushebung erfolgte ab 1867 im Raum Hannover. Nach dem gewonnenen Krieg gegen Frankreich 1870/71 verblieb der Verband als Teil der Besatzungstruppen in Nancy und wurde ab 1873 in Hannover stationiert.
Das Regiment stand in der Tradition von Infanterieeinheiten, die 1813 im Umland Hannovers in den Standorten Celle, Einbeck, Hildesheim, Northeim, Peine und Salzgitter aufgestellt worden waren und an den Schlachten an der Göhrde, bei Waterloo und Langensalza teilgenommen hatten.
Mit A.K.O. vom 11. März 1887 wurde zum 1. April die 10. Kompanie zur Neuaufstellung eines IV. Bataillons im Infanterie-Regiment „Graf Barfuß“ (4. Westfälisches) Nr. 17 abgegeben. Zum 2. Oktober 1893 wurde – wie bei allen Infanterieregimentern – ein IV. Bataillon aufgestellt, das jedoch nur aus zwei schwachen Kompanien mit insgesamt acht Offizieren sowie 193 Unteroffizieren und Mannschaften bestand (sogenanntes Halbbataillon). Da diese sich nicht bewährten, wurden durch A.K.O. vom 31. März 1897 alle IV. Bataillone zu neuen Regimentern zusammengefasst. Das IV. Bataillon des bildete zusammen mit dem IV. Bataillon des IR 73 das II. Bataillon des 4. Hannoverschen Infanterie-Regiments Nr. 164. 1906 musste die 4. Kompanie zur Aufstellung des III. Bataillons im Infanterie-Regiment Nr. 151 abgegeben – und wieder neu aufgestellt – werden und zum 1. Oktober 1913 wurde beim Regiment eine Maschinengewehrkompanie aufgestellt.
Zum Ende des Deutschen Kaiserreichs „[…] hatte es sich eingebürgert, daß in Hannover das [… Regiment …] bei jedem Ausrücken zu Übungszwecken an […] Paul von Hindenburgs Wohnung mit Pauken und Trompeten „in klingendem Zuge“ vorbeidefilierte.“

### Deutsch-Französischer Krieg
Während des Deutsch-Französischen Krieges nahm das Regiment an der Schlacht bei Spichern sowie den Belagerungen von Metz, Montmédy und Belfort teil.

### Erster Weltkrieg

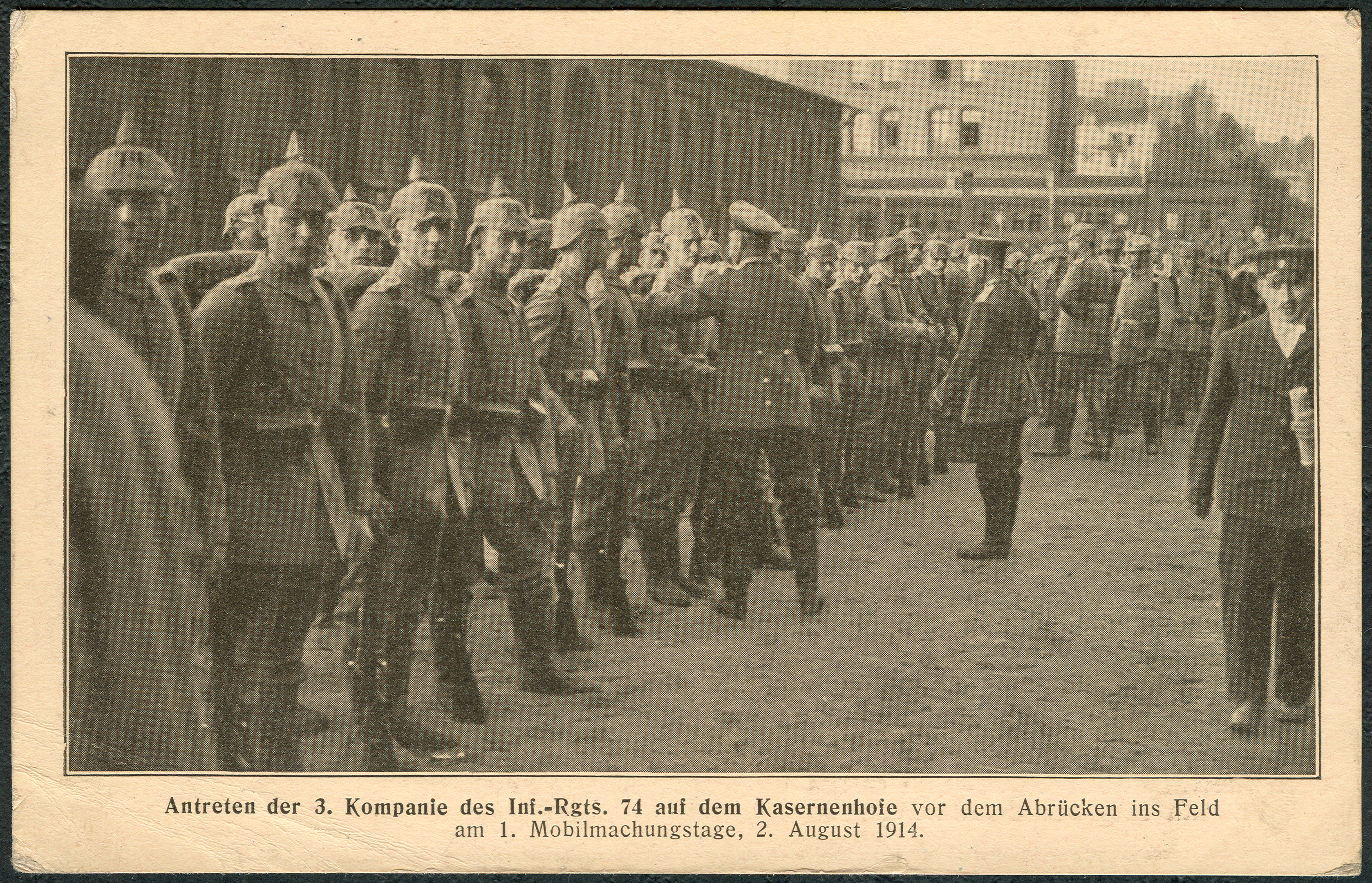
„Antreten der 3. Kompanie des Inf.-Rgts. auf dem Kasernenhofe vor dem Abrücken ins Feld am 1. Mobilmachungstage, 2. August 1914“

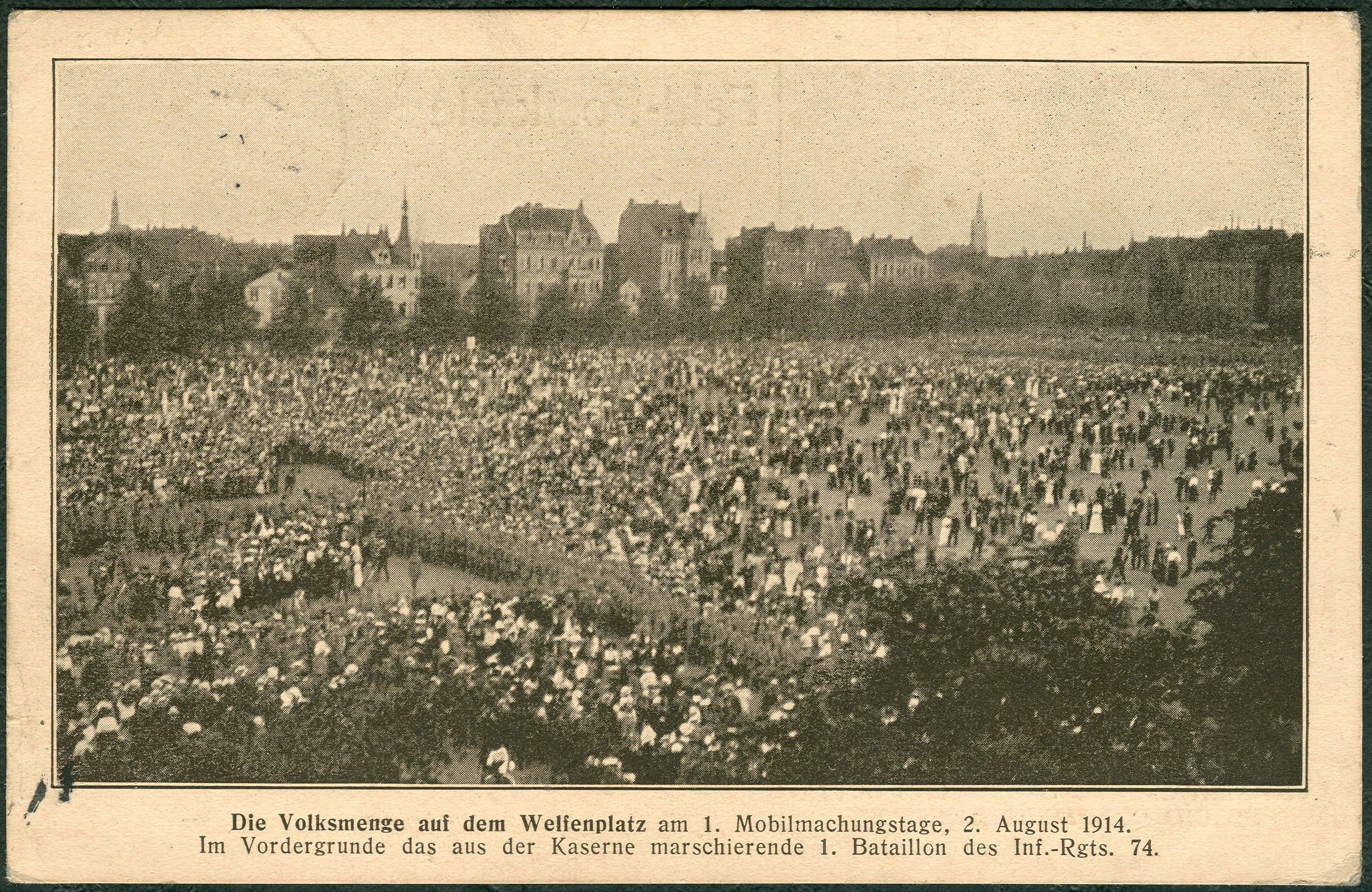
„Die Volksmenge auf dem Welfenplatz [... und] das aus der Kaserne marschierende 1. Bataillon [...]“

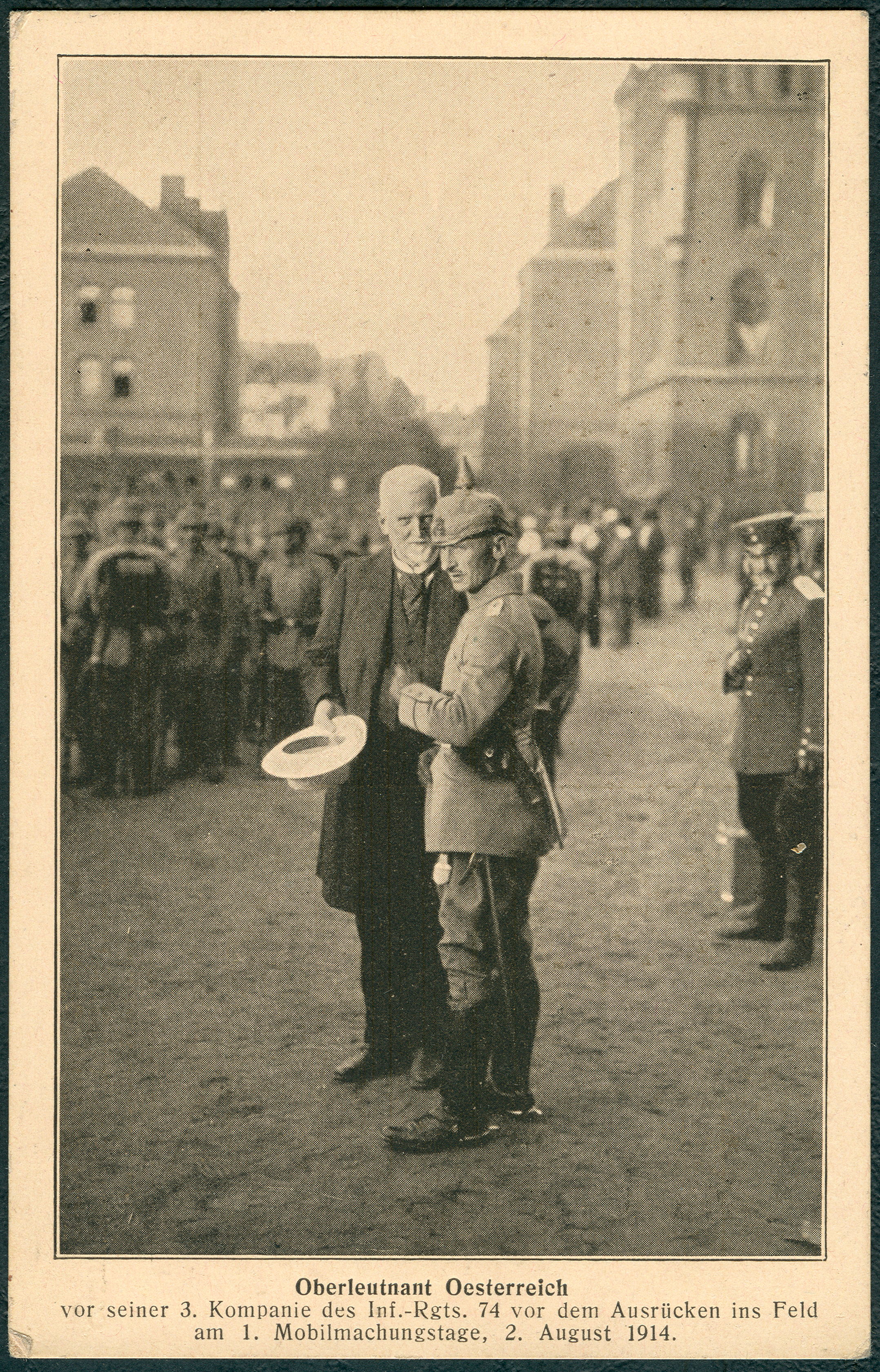
„Oberleutnant Oesterreich vor seiner 3. Kompanie des Inf.-Rgts. 74 [...]“

Mit Ausbruch des Ersten Weltkriegs machte das Regiment am 2. August 1914 mobil. Unter dem Jubel der Bevölkerung und dem Gesang des Deutschlandliedes erfolgte der Ausmarsch vom Welfenplatz aus. Als Teil der 38. Infanterie-Brigade der 19. Division marschierte das Regiment in das neutrale Belgien ein und nahm zunächst an der Eroberung von Lüttich teil. Daran schloss sich der weitere Vormarsch nach Frankreich an. In der Folge kämpfte der Verband bei St. Quentin, an der Marne und bei Reims. Während der Stellungskämpfen an der Aisne wurde das Regiment ab 28. März 1915 der 37. Infanterie-Brigade unterstellt und Ende April 1915 an die Ostfront verlegt. Hier nahm es u. a. an der Bug-Offensive teil. Mitte September 1915 folgte die kurzzeitige Rückverlegung an die Westfront und die Teilnahme an der Herbstschlacht in der Champagne. Von Mitte Oktober 1915 bis Mitte Mai 1916 kam es wieder in den Stellungskämpfen an der Aisne zum Einsatz. Das Regiment verlegte dann wieder an die Ostfront und wurde hier am 15. Juni 1916 um eine 2. und 3. MG-Kompanie erweitert. Nach Kämpfen am Stochod kehrte der Verband an die Westfront zurück und war hier bis Kriegsende im Einsatz. Dort nahm das Regiment u. a. an der Schlacht an der Aisne, den Kämpfen um Verdun, der Deutschen Frühjahresoffensive 1918, der Schlacht bei Noyon sowie den Stellungskämpfen in Lothringen und dem Rückzug von der Veslefront hinter die Aisne teil.
Im Kriegsverlauf fielen rund 3100 Mann dieses Regiments.

### Verbleib
Nach Kriegsende marschierten die Reste des Regiments in die Heimat zurück, wo die Truppe ab 26. Dezember 1918 in Hannover zunächst demobilisiert und im Januar 1919 schließlich aufgelöst wurde. Aus Teilen bildeten sich verschiedene Freiwilligeneinheiten.
Die Tradition übernahm in der Reichswehr durch Erlass des Chefs der Heeresleitung General der Infanterie Hans von Seeckt vom 24. August 1921 die 6. Kompanie des 16. Infanterie-Regiments in Hannover.

## Regimentschefs
| Dienstgrad    | Name                        | Datum                               |
| ------------- | --------------------------- | ----------------------------------- |
|               | Marie von Sachsen-Altenburg | 13. August 1889 bis 8. Oktober 1898 |
| Generaloberst | Alexander von Linsingen     | 05. Oktober 1916 bis Auflösung      |

## Kommandeure
| Dienstgrad            | Name                                  | Datum                                                          |
| --------------------- | ------------------------------------- | -------------------------------------------------------------- |
| Oberstleutnant        | August von Pannwitz                   | 30. Oktober 1866 bis 8. August 1870                            |
| Oberstleutnant        | Hermann von Kameke                    | 08. August 1870 bis 19. Juni 1871 (mit der Führung beauftragt) |
| Oberst                | Hermann von Kameke                    | 20. Juni bis 1. November 1871                                  |
| Oberst                | Wilhelm von Wunsch                    | 04. November 1871 bis 11. Januar 1875                          |
| Oberstleutnant/Oberst | Arthur von Lattre                     | 12. Januar 1875 bis 17. Januar 1878                            |
| Oberstleutnant        | Allwiel von Sommerfeld und Falkenhayn | 18. Januar bis 12. April 1878 (mit der Führung beauftragt)     |
| Oberstleutnant/Oberst | Allwiel von Sommerfeld und Falkenhayn | 13. April 1878 bis 5. Oktober 1883                             |
| Oberst                | Hermann von Mertens                   | 06. Oktober 1883 bis 11. Juli 1888                             |
| Oberstleutnant/Oberst | Paul von Kalbacher                    | 12. Juli 1888 bis 9. Januar 1890                               |
| Oberst                | Friedrich von Trotha                  | 27. Januar 1890 bis 28. März 1892                              |
| Oberst                | Eberhard von Nerée                    | 29. März 1892 bis 19. Mai 1893                                 |
| Oberst                | Oskar von Lübbers                     | 20. Mai 1893 bis 21. März 1897                                 |
| Oberst                | August Stein von Kaminski             | 22. März 1897 bis 15. Juni 1900                                |
| Oberst                | Axel von Woedtke                      | 16. Juni 1900 bis 9. März 1904                                 |
| Oberst                | Hugo von Kathen                       | 10. März 1904 bis 21. März 1907                                |
| Oberst                | Wilhelm von Worgitzky                 | 22. März 1907 bis 8. August 1910                               |
| Oberst                | Arthur von Lindequist                 | 09. August 1910 bis 16. August 1913                            |
| Oberst                | Friedrich Wilhelm zur Lippe           | 17. August 1913 bis 6. August 1914                             |
| Oberst                | Karl von Düring                       | 18. bis 22. August 1914                                        |
| Major                 | Reinhold Bracht                       | 24. August bis 7. September 1914                               |
| Oberstleutnant/Oberst | Hans von Dewall                       | 08. September 1914 bis 20. April 1918                          |
| Major                 | Hans Funck                            | 24. April 1918 bis 5. Januar 1919                              |

## Denkmal

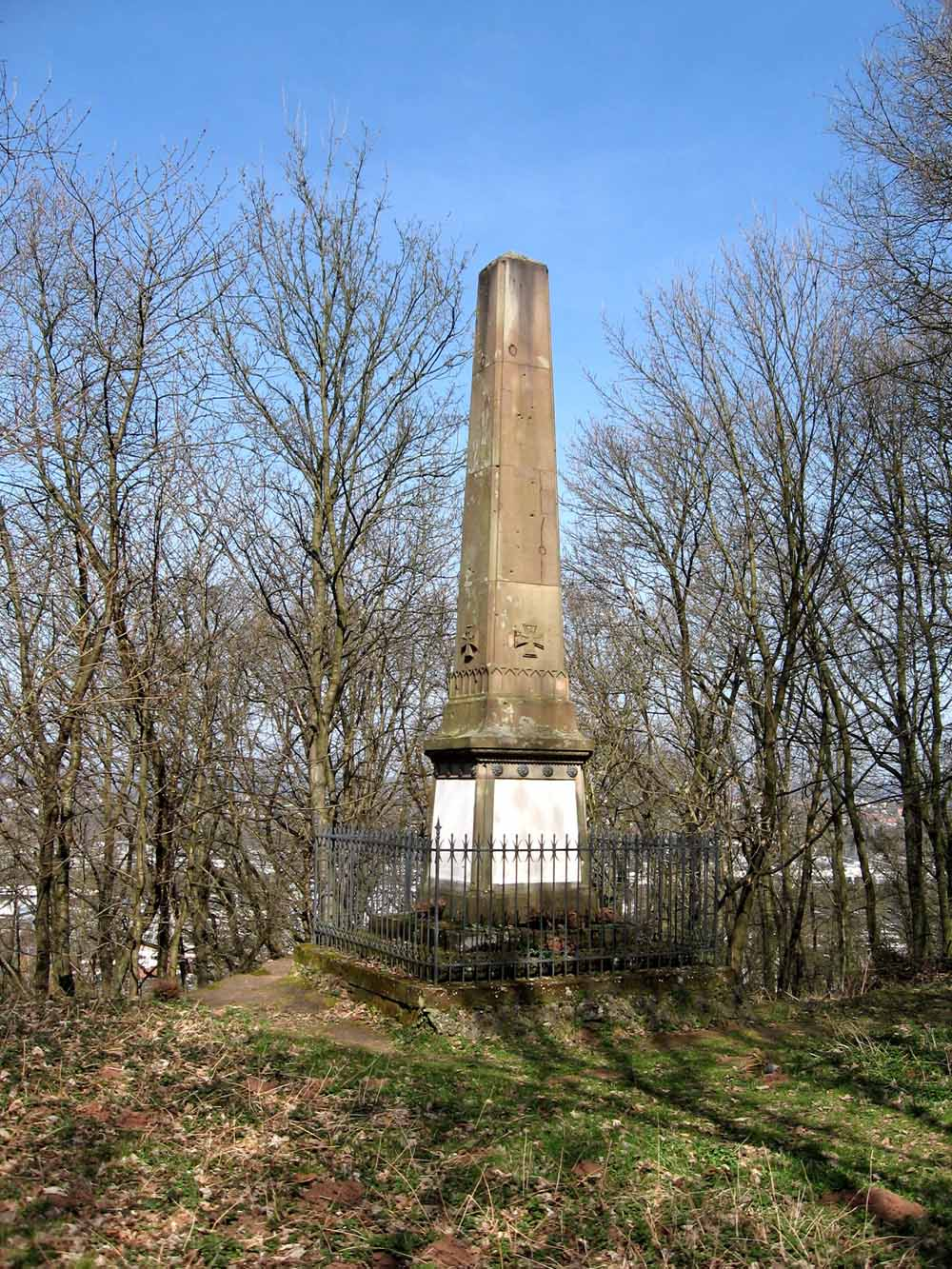
Regimentsehrenmal in Spichern

Für die 1870 in der Schlacht bei Spichern gefallenen Regimentsangehörigen wurde dort ein Ehrenmal errichtet. Nach dem Ersten Weltkrieg stellte man 1925 auf dem Welfenplatz in Hannover ein von Hans Dammann erschaffenes Ehrenmal auf.